# 빅토리아 빅터

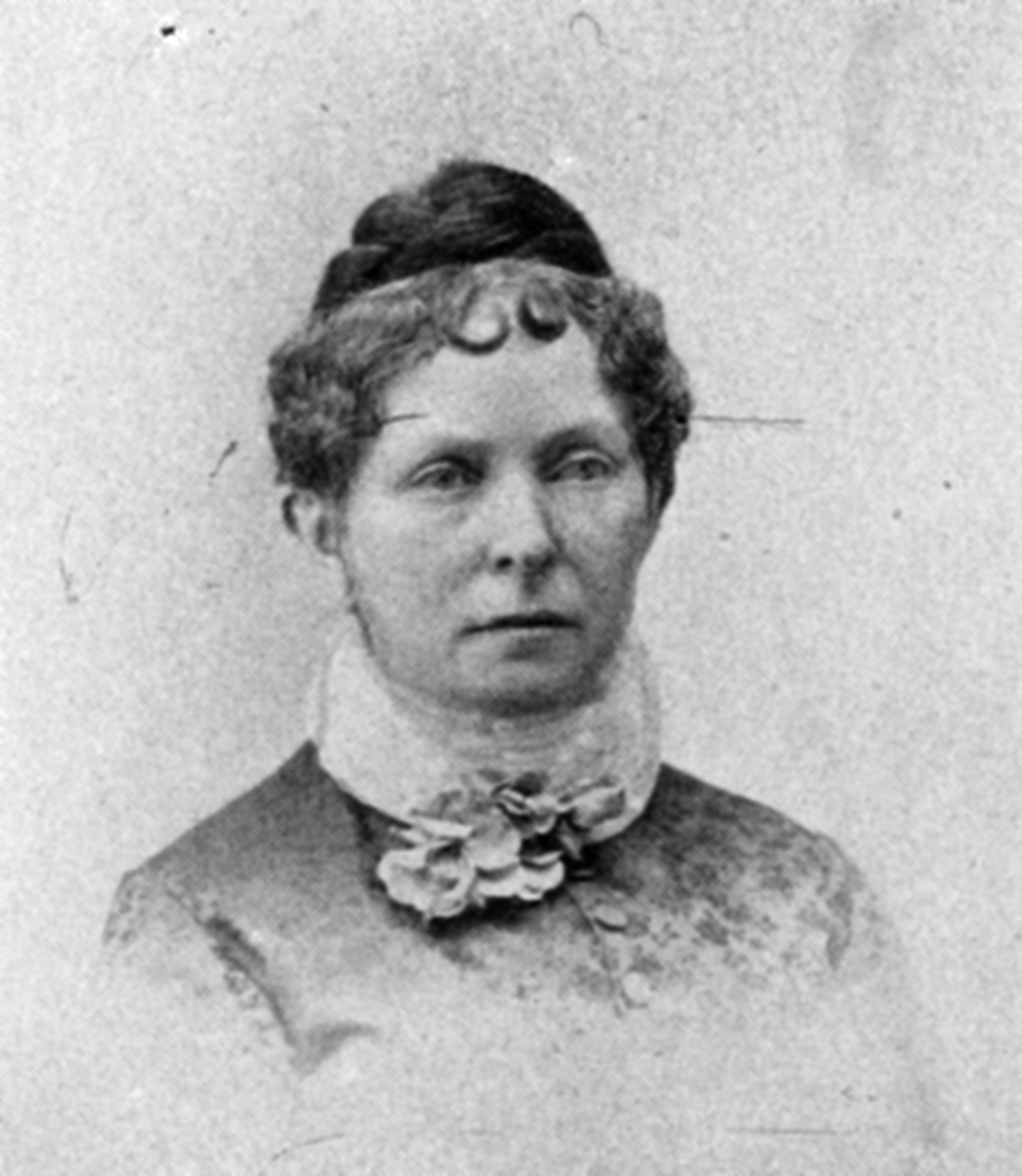

메타 빅토리아 풀러 빅터(영어: Metta Victoria Fuller Victor, 1831년 3월 2일 ~ 1885년 6월 26일)는 미국의 소설가이다. 그녀는 100개가 넘는 다임 소설을 썼다.

## 생애
그녀는 펜실베이니아주 이리에서 5명의 자녀 중 셋째로 태어났다. 가족은 1839년에 오하이오주 우스터로 이주했으며, 그녀와 언니 프랜시스는 여성 세미나리에 참여했다. 그들은 지역 신문과 홈 저널에 이야기를 실었다. 자매는 1848년에 함께 뉴욕으로 이주하여 그곳에서 문학을 지속했다.
메타는 1856년에 편집자이자 출판 개척자인 오빌 빅터와 결혼했다. 메타는 비들 & 컴퍼니 월간 홈 및 코스모폴리탄 아트 저널의 편집자로 활동했으며, 나중에 남편의 비들 시리즈에 대한 다임 소설을 익명으로 출간했다.
그녀는 1885년 6월 26일에 뉴저지주 호호커스에서 암으로 사망했으며, 리지우드의 발리우 묘지에 묻혔다.

## 작품
- 《앨리스 와일드》 (1860)
- 《마움 기니와 그녀의 농장》 (1861)
- 《죽음의 편지》 (1866)
- 《그림 8》 (1869)
- 《악동 일기》 (1880)
- 《수줍음을 타는 사람의 실수》 (1881)